# Jacques Lacan
Jacques-Marie-Émile Lacan (ur. 13 kwietnia 1901 w Paryżu, zm. 9 września 1981 tamże) – francuski psychiatra i psychoanalityk, twórca i reformator francuskiej szkoły psychoanalizy.

## Życiorys
Od 1907 r. pobierał naukę w katolickim Collège Stanislas. W 1919 roku rozpoczął studia na wydziale medycyny. W latach 1927–1933 odbywał praktyki lekarskie. W roku 1929 związał się z Olesią Sienkiewicz.
W latach 1932–1938 przechodził psychoanalizę u Rudolpha Loewensteina. W 1932 r. obronił pracę doktorską De la psychose paranoïaque dans les rapports avec la personnalité. Zaczął prowadzić praktykę psychoanalityczną.
W 1934 r. poślubił Marie-Louise Blondin. Z tego związku urodzili się: córka Caroline, syn Thibault i  druga córka Sibylle. W 1938 r. zawarł bliską znajomość z Sylvią Bataille (żoną Georges’a Bataille’a). Z tego związku urodziła się w 1941 r. córka Judith. W 1948 r. zmarła matka Jacques’a Lacana.
W 1951 r. Lacan rozpoczął trwające 29 lat nauczanie pod hasłem powrotu do Freuda: prowadził prywatnie seminarium poświęcone przypadkowi Dory. W późniejszych latach prowadził seminaria na temat Człowieka od wilków (1951–1952) oraz Człowieka od szczurów (1952–1953). W 1953 nastąpił kryzys w SPP (Société psychanalitique de Paris). 16 czerwca Lacan wraz z Danielem Lagache, Françoise Dolto, Juliette Favez-Boutonniez i Blanche Reverchon-Jouve założyli konkurencyjne Société Française de Psychanalyse (SFP). Na kongresie w Rzymie Lacan wygłosił referat Funkcja i pole mówienia i mowy w psychoanalizie, znany również jako Raport rzymski, dziś uważany za manifest nowego kierunku psychoanalizy. W tekście tym Lacan dokonał gruntownej krytyki wielu podstawowych zasad, na których wspierał się gmach współczesnej mu psychoanalizy. Kwestionował nie tylko elementy teorii analitycznej, ale również proponował uchylenie odwiecznych zasad techniki psychoanalitycznej. W konsekwencji doszło do podziału społeczności francuskich psychoanalityków i utworzenia nowej szkoły. W tym samym roku zawarł kolejny związek małżeński – poślubił Sylvię Bataille.
W kolejnych latach prowadził seminaria dotyczące teorii i praktyki psychoanalizy. W 1960 r. umarł jego ojciec. W 1964 r. założył École freudienne de Paris (EFP). W 1966 r. Judith Lacan wyszła za Jacques-Alaina Millera, jednego ze słuchaczy Lacana. W 1980 r. rozwiązał École freudienne de Paris oraz założył nową szkołę: L’École de la Cause Freudienne. Lacan umarł 8 września 1981 roku. Testamentowym wydawcą seminariów Lacana został Jacques-Alain Miller.

## Dzieło
Rozwój myśli Lacana przebiegał etapami. Potrafił zastosować najcenniejsze zdobycze nauk humanistycznych, głównie językoznawstwa i antropologii strukturalnej, oraz posłużyć się osiągnięciami dyscyplin formalnych, np. topologii. Zasadnicze było również dla Lacana odniesienie do myśli filozoficznej. Jego naczelna intencja, zarówno w praktyce, jak i teorii, sprowadzała się do podkreślenia znaczenia jedynego możliwego medium, jakim posługuje się psychoanaliza: znaczenia mowy. Lacan zauważył, że proces analityczny z konieczności zapośredniczony jest w wymiarze symbolicznym, który strukturalizuje nie tylko proces analizy, ale i sam jej podmiot.
Wywody Lacana, czerpiące z terminologii matematycznej i odwołujące się np. do topologii, zostały skrytykowane jako pozbawione sensu w książce Sokala i Bricmonta Modne bzdury. Przykład:

W podobny sposób organ erekcyjny zaczyna symbolizować miejsce rozkoszy, nie jako on sam, ani nawet nie jako obraz, lecz jako brakująca część pożądanego obrazu: dlatego można porównywać go do {\displaystyle {\sqrt {-1}}} znaczenia uzyskanego powyżej, do rozkoszy, którą mnożnik wygłoszenia przywraca funkcji braku signifiant, wynoszącego (-1).

## Kontynuatorzy
Ruch lacanowski przeżył liczne konflikty po śmierci Lacana. Z rozwiązanej Ecole Freudienne de Paris wyłoniły się z czasem – drogą rozłamów – trzy silne środowiska psychoanalityczne skoncentrowane wokół trzech wybitnych spadkobierców Lacana.
Międzynarodowe Stowarzyszenie Lacanowskie (Association Lacanienne Internationale) utworzone przez Charlesa Melmana, dawnego kierownika naukowego szkoły samego Lacana, cytowanej EFP. Wskutek konfliktu z Jacques-Alainem Millerem – który był w tym czasie jego analizantem – odnośnie do kierowania nowo powstałą Ecole de la Cause Freudienne, Melman zdecydował się na stworzenie na początku lat osiemdziesiątych XX w. własnego stowarzyszenia. ALI nie jest reprezentowane w Polsce.
W ramach nowego konfliktu w ramach Ecole de la Cause Freudienne, zasadzającego się na braku porozumienia między Colette Soler a Jacques-Alainem Millerem odnośnie do kwestii kształcenia, Colette Soler odchodzi na koniec lat dziewięćdziesiątych z ECF i tworzy Szkołę Psychoanalizy Forum Pola Lacanowskiego (Ecole de Psychanalyse des Forums du Champs lacanien). Forum ma swoich przedstawicieli w Polsce działające pod nazwą Forum Polskie Psychoanalizy Lacanowskiej. Nauczanie Jacques-Alaina Millera jest dzisiaj osią prac Ecole de la Cause Freudienne i powstałego na jej podstawie Międzynarodowego Stowarzyszenia Psychoanalizy (Association Mondiale de Psychanalyse).
W Polsce istnieją dwa koła: Koło Warszawskie Psychoanalizy i Krakowskie Koło Psychoanalizy, działające na polu New Lacanian School. NLS zrzesza środowiska psychoanalityczne, głównie europejskie; należy do Association Mondiale de Psychanalyse (AMP).
Trudno określić dokładnie, jaka jest relacji tych trzech środowisk do samego nauczania Lacana. Pewne jest to, że dzieło Lacana, ze względu na wieloznaczność na poziomie sensu jego pism i pojęć w nich zawartych, wielości transkrypcji seminariów, jest bardzo podatne względem możliwości różnych jego interpretacji. W ten oto sposób każde z wymienionych środowisk wypracowało własną interpretację Lacana i własny styl pracy z Lacanem. Ten fakt jest powodem zasadniczej heterogeniczności ruchu lacanowskiego.
Na myśli Lacana opierają również swą twórczość m.in. współcześni filozofowie: słoweński Slavoj Žižek czy francuski Alain Badiou. Inspirowała ona również tych, którzy wspominają go z ostrożnością, jak Foucault czy Derrida.

## Publikacje
- Au-delà du principe de réalité, 1936, in Écrits, 1966 Seuil
- Les complexes familiaux dans la formation de l'individu, 1938, in Autres Écrits, 2001 Seuil
- Propos sur la causalité psychique, 1946, in Écrits, 1966 Seuil
- L'agressivité en psychanalyse, 1948, in Écrits, 1966 Seuil
- Le stade du miroir comme formateur de la fonction du Je, 1949, in Écrits, 1966 Seuil
- Intervention sur le transfert, 1951, in Écrits, 1966 Seuil
- Discours de Rome, 1953, in Autres écrits, Seuil 2001
- Fonction et champs de la parole et du langage en psychanalyse, 1953, in Écrits, 1966 Seuil (wyd. polskie: „Funkcja i pole mówienia w psychoanalizie”, tłum. B. Gorczyca, W. Grajewski, Wydawnictwo KR, 1996 – ISBN 83-86989-10-6)
- Les écrits techniques de Freud (S I), 1953–1954, Seuil 1975
- Le Moi dans la théorie de Freud et dans la technique de la psychanalyse (S II), 1954–1955, Seuil 1978
- Les psychoses (S III), 1955–1956, Seuil 1981 (wyd. polskie: „Seminarium III. Psychozy”, tłum. J. Waga, PWN, 2014 – ISBN 978-83-01-17840-6)
- La relation d'objet (S IV), 1956–1957, Seuil 1994
- Les formations de l'inconscient (S V), 1957–1958, Seuil 1998
- Le désir et son interprétation (S VI), 1958–1959
- L'éthique de la psychanalyse (S VII), 1959–1960, Seuil 1986
- Le transfert (S VIII), 1960–1961, Seuil 2001
- L'identification (S IX), 1961–1962
- L'angoisse (S X), 1962–1963
- Les quatre concepts fondamentaux de la psychanalyse (S XI), 1964, Seuil 1973
- Problèmes cruciaux pour la psychanalyse (S XII), 1964–1965
- L'objet de la psychanalyse (S XIII), 1965–1966
- La logique du fantasme (S XIV), 1966–1967
- L'acte psychanalytique (S XV), 1967–1968
- D'un Autre à l'autre (S XVI), 1968–1969
- L'envers de la psychanalyse (S XVII), 1969–1970
- D'un discours qui ne serait pas du semblant (S XVIII), 1970–1971
- Ou pire… (S XIX), 1971–1972
- Encore (S XX), 1972–1973
- Les non dupes errent (S XXI), 1973–1974
- La troisième, 1974, in Petits écrits et conférences
- RSI (S XXII), 1974–1975
- Le sinthome (S XXIII), 1975–1976
- L'insu que sait de l'une bévue s'aile à mourre (S XXIV), 1976–1977
- Le moment de conclure (S XXV), 1977–1978
- La topologie et le temps (S XXVI), 1978–1979
- Dissolution (S XXVII), 1980